# Ewing (Misuri)
Ewing es una ciudad ubicada en el condado de Lewis en el estado estadounidense de Misuri. En el Censo de 2010 tenía una población de 456 habitantes y una densidad poblacional de 282,15 personas por km².

## Geografía
Ewing se encuentra ubicada en las coordenadas 40°0′32″N 91°42′53″O / 40.00889, -91.71472. Según la Oficina del Censo de los Estados Unidos, Ewing tiene una superficie total de 1.62 km², de la cual 1.62 km² corresponden a tierra firme y (0%) 0 km² es agua.

## Demografía
Según el censo de 2010, había 456 personas residiendo en Ewing. La densidad de población era de 282,15 hab./km². De los 456 habitantes, Ewing estaba compuesto por el 96.93% blancos, el 0.22% eran afroamericanos, el 0% eran amerindios, el 0.66% eran asiáticos, el 0% eran isleños del Pacífico, el 0% eran de otras razas y el 2.19% pertenecían a dos o más razas. Del total de la población el 2.85% eran hispanos o latinos de cualquier raza.